# Karbala Internationaal Stadion
Het Karbala Internationaal Stadion (Arabisch: ملعب كربلاء الدولي) is een multifunctioneel stadion in Karbala, een stad in Irak. In het stadion is plaats voor 30.000 toeschouwers.
De bouw van het stadion werd verzorgd door Bahadır Kul Architects. Het kostte 116 miljard Iraakse dinar. De bedoeling was om ook atletiekfaciliteiten in het stadion te maken, maar dit kwam te vervallen. De openingswedstrijd werd gespeeld op 12 mei 2016 en die ging tussen Karbala FC en het Iraaks voetbalelftal dat in 2007 het Aziatisch kampioenschap voetbal won.
Het stadion wordt vooral gebruikt voor voetbalwedstrijden, de voetbalclub Karbala FC maakt gebruik van dit stadion. Op 13 november 2017 werd er in dit stadion een vriendschappelijke wedstrijd gespeeld tussen Syrië en Irak. In 2019 werd er van dit stadion gebruik gemaakt voor wedstrijden op het West-Aziatisch kampioenschap voetbal 2019. Ook de finale werd in dit stadion afgewerkt, die ging tussen Irak en Bahrein en eindigde in 0–1.